# Żelisławice (Secemin)
Żelisławice ist ein Dorf in Polen, gelegen in der Woiwodschaft Heiligkreuz, im Powiat Włoszczowski in der Gmina Secemin. In diesem Ort gibt es ein Feuerwehrhaus der Freiwilligen Feuerwehr, das seit 1938 besteht. Die Einwohnerzahl betrug 422 Personen im Jahr 2021.

## Geschichte
Der Name Żelisławice stammt vom Vornamen Żelisław. Im Mittelalter waren die Gebiete des Dorfes unter mehreren Eigentümern aufgeteilt. In den Jahren 1376–1382 wurde Żelisławice von Pietrasz, seinem Neffen Paszko sowie Tomasz und Piotr regiert, die alle das wenig verbreitete Wappen Tarczała führten.
Mitte des nächsten Jahrhunderts befand sich das Dorf im Besitz von Jan und Tomasz, die das Wappen Prawdzic trugen. Zu Beginn des 16. Jahrhunderts war die Zersplitterung des Eigentums hier so groß, dass die in den Stand des Kleinadels abgesunkenen Miteigentümer des Dorfes in insgesamt acht Gutshäusern wohnten.
In den Jahren 1975–1998 gehörte der Ort administrativ zur Woiwodschaft Tschenstochau.

## Verkehr

### Schienenverkehr
Der Bahnhof in Żelisławice bedient den lokalen Personenverkehr nach Kielce, Włoszczowa und Tschenstochau. Seit dem 13. Dezember 2015 halten hier auch Fernverkehrszüge der Intercity-Verbindung (Krakau -) Kielce - Warschau - Olsztyn, die an diesem Bahnhof ihre Fahrtrichtung ändern.